# NuovaRete
NuovaRete è stata un'emittente televisiva dell'Emilia Romagna che trasmetteva in tutta la regione. Nel corso degli anni ha ripetuto i programmi di SMtv San Marino, canale di Stato della Repubblica di San Marino, i cartoni del circuito K2 e le telenovelas di Lady Channel.

## Storia
L'emittente nasce a Bologna nel 1983 da parte d'Annibale Persiani, editore di TeleRomagna, che rileva le frequenze della vecchia Antenna 56. Il palinsesto si basa sulle news locali e sul folclore. Propone telenovelas, film, cartoni animati, e un notiziario locale (Norditalia Tv), gli incontri di calcio delle squadre emiliane e romagnole. In quegli anni Max Lorenzi conduce il programma videomusica, Banda Video. 
Nel 1990 la rete bolognose entra a far parte del circuito Junior Tv e trasmette i cartoni dello stesso circuito oltre alla sua programmazione locale. Nel 1995 viene acquistata da due imprenditori sammarinesi (Aldo e Maurizio Simoncini). Nel 1997 i Simoncini vendono il canale all'ex calciatore Antonio Cabrini e a Maurizio Ferrari. 
Nel 2000 avviene  un altro cambio di proprietà, ossia l'acquisto da parte di Luigi Ferretti. Nuovarete entra a far parte del circuito aziendale di Rete 8 (7 Gold Sestarete, Rete 8 VGA), viene diretta da Fabio Ferretti, figlio di Luigi, ed è ricevibile in tutta la regione Emilia-Romagna, oltre che nelle province di Pesaro e Urbino, Rovigo, Mantova e Cremona. L'emittente trasmette in interconnessione per 6 ore al giorno i programmi di SMtv San Marino, canale di Stato della Repubblica di San Marino. Col passaggio al digitale terrestre negli anni duemiladieci la copertura del segnale si estende oltre all'Emilia Romagna (ricevibile sul LCN 110) anche nelle Marche (sintonizzabile al numero 19). Il palinsesto di questi anni comprende un telegiornale regionale e alcune produzioni locali oltre alla riproposizione di alcuni programmi di 7 Gold Sestarete in replica, ai cartoni animati della rete K2 e al ritorno in auge delle telenovelas dell'ex canale satellitare Lady Channel. Dal 2018 nella programmazione di Nuovarete Marche approdano alcuni contenuti della visual radio di Radio Marche nel Mondo di Osimo.
Nuovarete chiude nel 2019 venendo sostituita in Emilia Romagna dal nuovo canale tematico musicale Radio Italia Anni '60 TV, gestito da Luigi Ferretti, medesimo editore del gruppo televisivo di cui ha fatto parte Nuovarete, e nelle Marche da Radio Linea TV.